# Communauté de communes Espace Gâtine
La communauté de communes Espace Gâtine est une ancienne communauté de communes française, située dans le département des Deux-Sèvres et la région Poitou-Charentes.

## Histoire
La communauté de communes Espace Gâtine a été créée le 29 décembre 1995 pour une prise d'effet au 1er janvier 1996. Elle disparait le 1er janvier 2014 avec son intégration dans la Communauté de communes Parthenay-Gâtine, à l'exception de la commune de Neuvy-Bouin.

## Composition
La communauté de communes est composée des huit communes du canton de Secondigny :
- Allonne
- Azay-sur-Thouet
- Neuvy-Bouin
- Pougne-Hérisson
- Le Retail
- Saint-Aubin-le-Cloud
- Secondigny
- Vernoux-en-Gâtine